# Jola Rutowicz
Jolanta Rutowicz (ur. 10 sierpnia 1984 w Piotrkowie Trybunalskim) – polska celebrytka, która rozpoznawalność zyskała dzięki udziałowi w reality show Big Brother (2007).

## Życiorys
Ma dwójkę starszego rodzeństwa. Pracowała jako recepcjonistka w Londynie.
W 2007 zwyciężyła w finale programu Big Brother 4.1, a następnie zajęła drugie miejsce w piątej edycji Big Brothera z udziałem celebrytów. Udział w programie zapewnił jej ogólnopolską popularność, a w mediach dała się poznać jako charakterystyczna postać, która „udzielała mało inteligentnych wypowiedzi, a jej zachowanie denerwowało dużą część społeczeństwa”. Jej cechą charakterystyczną było też zamiłowanie do koloru różowego oraz do lateksu. Od 6 września 2008 wraz z Jarosławem Jakimowiczem występowała w programie TV4 J&J, czyli Jola i Jarek. Od 3 do 10 października brała udział w trzeciej edycji programu TVP2 Gwiazdy tańczą na lodzie, w którym wystartowała, wcześniej odrzucając ofertę występów w programie TVN Taniec z gwiazdami. W 2009 odebrała tytuł „Super Świra” dla debiutantów za wygraną w plebiscycie Świry 2009.
W 2012 nakładem wydawnictwa Poligraf wydała książkę Inna, w której wyznała, że w telewizyjnych reality shows odgrywała wykreowaną postać, wymyśloną przez nią podczas mieszkania w Londynie.

## Odbiór
W styczniu 2009 Katarzyna Kolenda-Zaleska na łamach magazynu „Wysokie Obcasy” podała celebrytkę jako przykład infantylizmu i cynizmu w najgorszym pretensjonalnym wydaniu. Zaznaczyła również, iż przez takie osoby jak ona kobiety „stają się przedmiotem głupich żartów, kpin, lekceważenia i politowania”. W 2010 według badania ARC Rynek i Opinia Rutowicz została wybrana na najbardziej irytującą polską celebrytkę. Wskazało ją 77% ankietowanych.
Wiesław Godzic opisuje Rutowicz w kontekście pojawienia się wśród celebrytów osób, które „grają siebie” i „nieudolnie próbują odgrywać postaci aktorów społecznych”.

[…] Taka jest Jola Rutowicz, na twarzy której rozgrywa się walka między grymasem wyobrażonej celebrytki-to-be a reakcją „zwyczajnej” dziewczyny-luzaka.